# Colombia op de Olympische Zomerspelen 2016
Colombia nam deel aan de Olympische Zomerspelen 2016 in Rio de Janeiro, Brazilië. Tot de selectie behoorden 147 atleten, actief in zestien sporten. Judoka Yuri Alvear droeg de Colombiaanse vlag tijdens de openingsceremonie, gevolgd door bronzenmedaillewinnares Ingrit Valencia bij de sluitingsceremonie. Atlete Caterine Ibargüen won het goud bij het hink-stap-springen en Mariana Pajón prolongeerde haar olympische titel bij het BMX'en. De olympische ploeg van Colombia vestigde een nieuw record in 2016 met haar 147 atleten: het vorige record werd vier jaar eerder gevestigd (104 atleten).

## Medailleoverzicht
| Sport         | Olympiër             | Discipline             | Medaille |
| ------------- | -------------------- | ---------------------- | -------- |
| Atletiek      | Caterine Ibargüen    | hink-stap-springen (v) | Goud     |
| Gewichtheffen | Óscar Figueroa       | –62 kg (m)             | Goud     |
| Wielersport   | Mariana Pajón        | BMX (v)                | Goud     |
|               |                      |                        |          |
| Boksen        | Yuberjen Martínez    | lichtvlieggewicht (m)  | Zilver   |
| Judo          | Yuri Alvear          | –70 kg (v)             | Zilver   |
|               |                      |                        |          |
| Boksen        | Ingrit Valencia      | vlieggewicht (v)       | Brons    |
| Gewichtheffen | Luis Javier Mosquera | –69 kg (m)             | Brons    |
| Wielersport   | Carlos Ramírez       | BMX (m)                | Brons    |

## Deelnemers
(m) = mannen, (v) = vrouwen, (g) = gemengd

### Atletiek
| Olympiër                                                                    | Discipline             | Resultaat | Prestatie |
| --------------------------------------------------------------------------- | ---------------------- | --------- | --- |
| Bernardo Baloyes                                                            | 200m (m)               | 60e       | serie 2: 8ste in 20,78 |
| Diego Palomeque                                                             | 400m (m)               | 38e       | serie 6: 6de in 46,48 |
| Rafith Rodríguez                                                            | 800m (m)               | 26e       | serie 2: 5de in 1.46,65 |
| Yeison Rivas                                                                | 110m horden (m)        | 26e       | serie 6: 2de in 13,85 |
| Bernardo Baloyes Carlos Lemos Diego Palomeque Jhon Perlaza Anthony Zambrano | 4×400m (m)             | 11e       | serie 1: 6de in 3.01,84 |
| Diego Colorado                                                              | marathon (m)           | 125e      | 2:31.20 |
| Gerard Giraldo                                                              | marathon (m)           | 88e       | 2:23.48 |
| Andrés Ruiz                                                                 | marathon (m)           | 79e       | 2:22.09 |
| Eider Arévalo                                                               | 20km snelwandelen (m)  | 15e       | 1:21.36 |
| Luis Fernando López                                                         | 20km snelwandelen (m)  | 29e       | 1:22.32 |
| Esteban Soto                                                                | 20km snelwandelen (m)  | 10e       | 1:20.36 |
| José Leonardo Montaña                                                       | 50km snelwandelen (m)  | DNF       | niet gefinisht |
| James Rendón                                                                | 50km snelwandelen (m)  | DSQ       | gediskwalificeerd |
| Jorge Armando Ruiz                                                          | 50km snelwandelen (m)  | 17e       | 3:51.42 |
| John Murillo                                                                | hink-stap-springen (m) | 5e        | kwalificatie groep B: 4de met 16,78 m finale: 5de met 17,09 m |
| Mauricio Ortega                                                             | discuswerpen (m)       | 18e       | kwalificatie groep B: 11de met 61,62 m |
|                                                                             |                        |           | |
| Eliecith Palacios                                                           | 100m (v)               | 32e       | serie 3: 4de in 11,48 |
| Evelyn Rivera                                                               | 100m (v)               | 43e       | serie 2: 6de in 11,59 |
| Muriel Coneo                                                                | 1500m (v)              | 26e       | serie 2: 10de in 4.09,50 |
| Brigitte Merlano                                                            | 100m horden (v)        | 30e       | serie 3: 5de in 13,09 |
| Erika Abril                                                                 | marathon (v)           | 73e       | 2:44.05 |
| Kellys Arias                                                                | marathon (v)           | DNF       | niet gefinisht |
| Angie Orjuela                                                               | marathon (v)           | 43e       | 2:37.05 |
| Sandra Arenas                                                               | 20km snelwandelen (v)  | 32e       | 1:35.40 |
| Yeseida Carrillo                                                            | 20km snelwandelen (v)  | 38e       | 1:36.28 |
| Sandra Galvis                                                               | 20km snelwandelen (v)  | DNF       | niet gefinisht |
| Caterine Ibargüen                                                           | hink-stap-springen (v) | Goud      | kwalificatie groep B: 1ste met 14,52 m finale: 1ste met 15,17 m |
| Yosiri Urrutia                                                              | hink-stap-springen (v) | 20e       | kwalificatie groep B: 10de met 13,95 m |
| Sandra Lemos                                                                | kogelstoten (v)        | 31e       | kwalificatie groep A: 15de met 16,46 m |
| Flor Ruiz                                                                   | speerwerpen (v)        | 9e        | kwalificatie groep A: 5de met 62,32 m finale: 9de met 61,54 m |
| Evelis Aguilar                                                              | zevenkamp (v)          | 15e       | 100 m horden: 13.84 (1001 punten) hoogspringen: 1,74 m (903 punten) kogelstoten: 13,60 m (767 punten) 200 m: 24.12 (969 punten) verspringen: 6,23 m (921 punten) speerwerpen: 46,90 m (800 punten) 800 m: 2:14.32 (902 punten) totaal: 6263 punten (15e) |

### Boksen
| Olympiër             | Discipline | Resultaat | Prestatie |
| -------------------- | ---------- | --------- | --- |
| Yuberjén Martínez    | –49kg (m)  | Zilver    | 1ste ronde: W van BRA Lourenço: 3–0 2de ronde: W PHI Laon: 3–0 kwartfinale: W van ESP Carmona: 2–1 halve finale: W van CUB Argilagos: 2–1 finale: V van UZB Doesmatov: 0–3 |
| Ceiber Ávila         | –52kg (m)  | 5e        | 1ste ronde: vrij 2de ronde: W van MEX Emigdio: 3–0 kwartfinale: V van RUS Alojan: 0–3                                                                                      |
| Jorge Vivas          | –75kg (m)  | 17e       | 1ste ronde: V van CMR Ntsengue: 1–2 |
| Juan Carlos Carrillo | –81kg (m)  | 9e        | 1ste ronde: W van KGZ Uulu: 3–0 2de ronde: V van FRA Bauderlique: 0–3 |
|                      |            |           | |
| Ingrit Valencia VS   | –51kg (v)  | Brons     | 1ste ronde: W van CAF Mbougnade (tko) kwartfinale: W van THA Laopeam: 3–0 halve finale: V van FRA Ourahmoune: 0–2                                                          |

### Boogschieten
| Olympiër                                    | Discipline      | Resultaat | Prestatie                                                                      |
| ------------------------------------------- | --------------- | --------- | ------------------------------------------------------------------------------ |
| Andrés Pila                                 | individueel (m) | 33e       | plaatsingsronde: 43ste met 654 punten 1ste ronde: verloor van MAS Mohamad: 0–6 |
|                                             |                 |           |                                                                                |
| Carolina Aguirre                            | individueel (v) | 33e       | plaatsingsronde: 52ste met 605 punten 1ste ronde: verloor van ITA Sartori: 0–6 |
| Ana Rendón                                  | individueel (v) | 33e       | plaatsingsronde: 18ste met 641 punten 1ste ronde: V van SWE Bjerendal: 0–6     |
| Natalia Sánchez                             | individueel (v) | 33e       | plaatsingsronde: 48ste met 609 punten 1ste ronde: verloor van RUS Perova: 3–6  |
| Carolina Aguirre Ana Rendón Natalia Sánchez | team (v)        | 9e        | plaatsingsronde: 10de met 1855 punten 1ste ronde: verloren van India: 3–5      |

### Gewichtheffen
| Olympiër             | Discipline | Resultaat | Prestatie                                                    |
| -------------------- | ---------- | --------- | ------------------------------------------------------------ |
| Habib de las Salas   | –56kg (m)  | 6e        | trekken: 8ste met 119kg stoten: 8ste met 147kg totaal: 264kg |
| Óscar Figueroa       | –62kg (m)  | Goud      | trekken: 1ste met 142kg stoten: 1ste met 176kg totaal: 318kg |
| Luis Javier Mosquera | –69kg (m)  | *         | trekken: 5de met 145kg stoten: 3de met 183kg totaal: 338kg   |
| Edwin Mosquera       | –69kg (m)  | 16e       | trekken: 16de met 140kg stoten: 16de met 170kg totaal: 310kg |
| Andrés Caicedo       | –77kg (m)  | 6e        | trekken: 7de met 155kg stoten: 5de met 191kg totaal: 346kg   |
|                      |            |           |                                                              |
| Lina Rivas           | –58 kg (v) | 7e        | trekken: 8ste met 96kg stoten: 7de met 120kg totaal: 216kg   |
| Mercedes Pérez       | –63 kg (v) | 4e        | trekken: 5de met 104kg stoten: 4de met 130kg totaal: 234kg   |
| Leidy Solís          | –69 kg (v) | 4e        | trekken: 4de met 110kg stoten: 3de met 143kg totaal: 253kg   |
| Ubaldina Valoyes     | –75 kg (v) | 4e        | trekken: 5de met 111kg stoten: 4de met 136kg totaal: 247kg   |

* werd vierde, maar kreeg de bronzen medaille toebedeeld nadat de Kirgizische gewichtheffer Izzat Artykov werd betrapt op het gebruik van verboden middelen

### Golf
| Olympiër      | Discipline | Resultaat | Prestatie                   |
| ------------- | ---------- | --------- | --------------------------- |
| Mariajo Uribe | vrouwen    | 19e       | totaal: 281 punten (par –3) |

### Gymnastiek
| Olympiër         | Discipline               | Resultaat | Prestatie |
| ---------------- | ------------------------ | --------- | --- |
| Jossimar Calvo   | meerkamp individueel (m) | 10e       | kwalificaties vloer: 14,175 voltige: 15,033 ringen: 14,166 sprong: 13,766 brug: 15,400 rekstok: 14,966 totaal: 87,506 (13e) finale vloer: 14,650 voltige: 14,700 ringen: 14,433 sprong: 14,833 brug: 15,366 rekstok: 14,933 totaal: 88,915 (10e) |
|                  |                          |           | |
| Catalina Escobar | brug (v)                 | 61e       | kwalificatie: 61ste met 13,058 punten |
| Catalina Escobar | balk (v)                 | 82e       | kwalificatie: 82ste met 10,200 punten |
| Catalina Escobar | vloer (v)                | 82e       | kwalificatie: 82ste met 3,700 punten |

### Judo
| Olympiër       | Discipline | Resultaat | Prestatie |
| -------------- | ---------- | --------- | --- |
| Yadinis Amaris | –57kg (v)  | 17e       | 1ste ronde: V van KOS Gjakova: ippon |
| Yuri Alvear VO | –70kg (v)  | Zilver    | 1ste ronde: vrij 2de ronde: W van PUR Pérez: shido kwartfinale: W van ESP Bernabéu: ippon halve finale: W van GBR Conway: waza-ari finale: V van JPN Tachimoto: ippon |

### Paardensport
| Olympiër       | Discipline     | Resultaat      | Prestatie |
| Springconcours | Springconcours | Springconcours | Springconcours                                                                                               |
| -------------- | -------------- | -------------- | --- |
| Daniel Bluman  | individueel    | 63e            | kwalificatie: 1ste ronde: 63ste met 15 strafpunten                                                           |
| René Lopez     | individueel    | 55e            | kwalificatie: 1ste ronde: 53ste met 8 strafpunten 2de ronde: 55ste met 13 strafpunten totaal: 21 strafpunten |

### Rugby
| Olympiër | Onderdeel | Resultaat | Prestatie |
| --- | --------- | --------- | --- |
| Nicole Acevedo Sharon Acevedo Alejandra Betancur A Solangie Delgado Laura González Camila Lopera Guadalupe López Nathalie Marchino Katherinne Medina Ana Ramírez Estefanía Ramírez Isabel Romero | vrouwen   | 12e       | groep A: 4de V van Australië: 0-53 V van de Verenigde Staten: 0-48 V van Fiji: 0-36 9-12de plek: V van Brazilië: 0-24 11-12de plek: V van Kenia: 10-22 |

| Groep A |                  |             |             |             |             |        |        |        |        |
| #       | Land             | Wedstrijden | Wedstrijden | Wedstrijden | Wedstrijden | Punten | Punten | Punten | Punten |
| #       | Land             | GW          | W           | G           | V           | V      | T      | Saldo  | Punten |
| 1       | Australië        | 3           | 2           | 1           | 0           | 101    | 12     | +89    | 8      |
| 2       | Fiji             | 3           | 2           | 0           | 1           | 48     | 43     | +5     | 7      |
| 3       | Verenigde Staten | 3           | 1           | 1           | 1           | 72     | 24     | +48    | 6      |
| 4       | Colombia         | 3           | 0           | 0           | 3           | 0      | 137    | –137   | 3      |

| Ronde        | Datum      | Lokale tijd | MEZT           | Plaats           | Land     | Score    | Land     |
| ------------ | ---------- | ----------- | -------------- | ---------------- | -------- | -------- | -------- |
| Groepsfase   |            |             |                |                  |          |          |          |
| 6 augustus   | 13:30      | 18:30       | Rio de Janeiro | Australië        | 53–0     | Colombia |          |
| 6 augustus   | 18:00      | 23:00       | Rio de Janeiro | Verenigde Staten | 48–0     | Colombia |          |
| 7 augustus   | 13:00      | 18:00       | Rio de Janeiro | Fiji             | 36–0     | Colombia |          |
| 9-12de plek  | 7 augustus | 16:00       | Rio de Janeiro | 21:00            | Brazilië | 24–0     | Colombia |
| 11-12de plek | 8 augustus | 12:30       | Rio de Janeiro | 17:30            | Colombia | 10–22    | Kenia    |

### Schermen
| Olympiër              | Discipline | Resultaat | Prestatie                                                                 |
| --------------------- | ---------- | --------- | ------------------------------------------------------------------------- |
| Jhon Édison Rodríguez | degen (m)  | 17e       | 1ste ronde: W van UKR Karjoetsjenko: 15–7 2de ronde: V van HUN Imre: 8–15 |
|                       |            |           |                                                                           |
| Saskia van Erven      | floret (v) | 17e       | 1ste ronde: vrij 2de ronde V van Mohamed: 12–15                           |

### Schietsport
| Olympiër    | Discipline | Resultaat | Prestatie                                           |
| ----------- | ---------- | --------- | --------------------------------------------------- |
| Danilo Caro | trap (m)   | 27e       | kwalificatie: 27ste met 110 punten (25-21-21-21-22) |

### Schoonspringen
| Olympiër          | Discipline    | Resultaat | Prestatie                                                                                            |
| ----------------- | ------------- | --------- | --- |
| Sebastián Morales | 3m plank (m)  | 12e       | voorronde: 5de met 447,05 punten halve finale: 11de met 406,55 punten finale: 12de met 364,50 punten |
| Victor Ortega     | 10m toren (m) | 20e       | voorronde: 20ste met 386,85 punten                                                                   |
| Sebastián Villa   | 10m toren (m) | 25e       | voorronde: 25ste met 350,40 punten                                                                   |
|                   |               |           | |
| Diana Pineda      | 3m plank (v)  | 23e       | voorronde: 23ste met 276,90 punten                                                                   |

### Synchroonzwemmen
| Olympiër                        | Discipline | Resultaat | Prestatie                                                                                                  |
| ------------------------------- | ---------- | --------- | --- |
| Estefanía Álvarez Mónica Arango | duet       | 17e       | technische routine: 17de met 80,3363 punten vrije routine: 17de met 80,4667 punten totaal: 160,8030 punten |

### Taekwondo
| Olympiër     | Discipline | Resultaat | Prestatie                           |
| ------------ | ---------- | --------- | ----------------------------------- |
| Óscar Muñoz  | –58kg (m)  | 11e       | voorronde: V van POR Bragança: 3–14 |
|              |            |           |                                     |
| Doris Patiño | –57kg (v)  | 11e       | voorronde: V van EGY Malak: 0–13    |

### Tafeltennis
| Olympiër   | Discipline    | Resultaat | Prestatie                                                               |
| ---------- | ------------- | --------- | ----------------------------------------------------------------------- |
| Lady Ruano | enkelspel (v) | 49e       | voorronde: vrij 1ste ronde V van CZE Vacenovská: 8–11, 2–11, 7–11, 8–11 |

### Tennis
| Olympiër                                  | Discipline     | Resultaat | Prestatie                                                                                           |
| ----------------------------------------- | -------------- | --------- | --------------------------------------------------------------------------------------------------- |
| Juan Sebastián Cabal Robert Farah Maksoud | dubbelspel (m) | 9e        | 1ste ronde: W van Frankrijk Herbert/Mahut: 7–64, 6–3 2de ronde: V van USA Johnson – Sock: 4–6, 61–7 |
|                                           |                |           | |
| Mariana Duque Mariño                      | enkelspel (v)  | 33e       | 1ste ronde: V van GER Kerber: 3–6, 5–7                                                              |

### Voetbal

#### Mannen
| Olympiër | Discipline | Resultaat | Prestatie                                                                                               |
| --- | ---------- | --------- | --- |
| Cristian Bonilla William Tesillo D Deivy Balanta Deiver Machado Felipe Aguilar Jefferson Lerma Andrés Rentería Dorlan Pabón D Miguel Borja Teófilo Gutiérrez D A Harold Preciado Andrés Felipe Roa Helibelton Palacios Sebastián Pérez Wílmar Barrios Kevin Balanta Cristian Borja Luis Hurtado | mannen     | 5e        | groep B: 2de G tegen Zweden: 2-2 G tegen Japan: 2-2 W van Nigeria: 2-0 kwartfinale: V van Brazilië: 0-2 |

| Groep B |          |             |             |             |             |            |            |            |        |
| #       | Land     | Wedstrijden | Wedstrijden | Wedstrijden | Wedstrijden | Doelpunten | Doelpunten | Doelpunten | Punten |
| #       | Land     | G           | W           | G           | V           | V          | T          | Saldo      | Punten |
| 1       | Nigeria  | 3           | 2           | 0           | 1           | 6          | 6          | 0          | 6      |
| 2       | Colombia | 3           | 1           | 2           | 0           | 6          | 4          | +2         | 5      |
| 3       | Japan    | 3           | 1           | 1           | 1           | 7          | 7          | 0          | 4      |
| 4       | Zweden   | 3           | 0           | 1           | 2           | 2          | 4          | –2         | 1      |

| Ronde       | Datum       | Lokale tijd | MEZT      | Plaats    | Land     | Score    | Land     |
| ----------- | ----------- | ----------- | --------- | --------- | -------- | -------- | -------- |
| Groepsfase  |             |             |           |           |          |          |          |
| 4 augustus  | 18:00       | 23:00       | Manaus    | Zweden    | 2–2      | Colombia |          |
| 7 augustus  | 21:00       | 02:00       | Manaus    | Japan     | 2–2      | Colombia |          |
| 10 augustus | 19:00       | 00:00       | São Paulo | Colombia  | 2–0      | Nigeria  |          |
| Kwartfinale | 13 augustus | 22:00       | 03:00     | São Paulo | Brazilië | 2–0      | Colombia |

#### Vrouwen
| Olympiër | Discipline | Resultaat | Prestatie                                                                                   |
| --- | ---------- | --------- | ------------------------------------------------------------------------------------------- |
| Catalina Pérez Carolina Arbeláez Natalia Gaitán A Diana Ospina Isabella Echeverri Liana Salazar Ingrid Vidal Mildrey Pineda Oriánica Velásquez Leicy Santos Catalina Usme Nicole Regnier Angela Clavijo Nataly Arias Tatiana Ariza Lady Andrade Carolina Arias Sandra Sepúlveda | vrouwen    | 11e       | groep G: 4de V van Frankrijk: 0-4 V van Nieuw-Zeeland: 0-1 G tegen de Verenigde Staten: 2-2 |

| Groep G |                  |             |             |             |             |            |            |            |        |
| #       | Land             | Wedstrijden | Wedstrijden | Wedstrijden | Wedstrijden | Doelpunten | Doelpunten | Doelpunten | Punten |
| #       | Land             | G           | W           | G           | V           | V          | T          | Saldo      | Punten |
| 1       | Verenigde Staten | 3           | 2           | 1           | 0           | 5          | 2          | 3          | 7      |
| 2       | Frankrijk        | 3           | 2           | 0           | 1           | 7          | 1          | 6          | 6      |
| 3       | Nieuw-Zeeland    | 3           | 1           | 0           | 2           | 1          | 5          | –4         | 3      |
| 4       | Colombia         | 3           | 0           | 1           | 2           | 2          | 7          | –5         | 1      |

| Ronde      | Datum | Lokale tijd | MEZT           | Plaats    | Land | Score            | Land |
| ---------- | ----- | ----------- | -------------- | --------- | ---- | ---------------- | ---- |
| Groepsfase |       |             |                |           |      |                  |      |
| 3 augustus | 22:00 | 03:00       | Belo Horizonte | Frankrijk | 4–0  | Colombia         |      |
| 6 augustus | 20:00 | 01:00       | Belo Horizonte | Colombia  | 0–1  | Nieuw-Zeeland    |      |
| 9 augustus | 18:00 | 23:00       | Manaus         | Colombia  | 2–2  | Verenigde Staten |      |

### Wielersport
| Olympiër           | Discipline       | Resultaat    | Prestatie |
| Baan               | Baan             | Baan         | Baan |
| ------------------ | ---------------- | ------------ | --- |
| Fabián Puerta      | keirin (m)       | 5e           | 1ste ronde: 2de 2de ronde: 3de finale: 5de                                                                            |
| Fabián Puerta      | sprint (m)       | 10e          | kwalificatie: 16de in 9,981 1ste ronde: V van AUS Glaetzer herkansingen V van CHN Xu: (+0,181, 3e) plaatsen 9–12: 2de |
| Santiago Ramírez   | sprint (m)       | 23e          | kwalificatie: 23ste in 10,199                                                                                         |
| Fernando Gaviria   | omnium (m)       | 4e           | 181 punten |
|                    |                  |              | |
| Martha Bayona      | keirin (v)       | 10e          | 1ste ronde: 3de herkansingen: 1ste                                                                                    |
| Juliana Gaviria    | sprint (v)       | 24e          | kwalificatie: 24ste in 11,505                                                                                         |
| BMX                |                  |              | |
| Carlos Oquendo     | mannen           | halve finale | plaatsingsronde: 14de in 35,341 kwartfinale 3: 2de met 9 punten halve finale 1: 6de met 14 punten                     |
| Carlos Ramirez     | mannen           | Brons        | plaatsingsronde: 19de in 35.423 kwartfinale 3: 4de met 11 punten halve finale: 3de met 11 punten finale: 3de          |
|                    |                  |              | |
| Mariana Pajón      | vrouwen          | Goud         | plaatsingsronde: 1ste met 34,508 halve finale 1: 1ste met 3 punten finale: 1ste in 34,093                             |
| Mountainbike       |                  |              | |
| Jonathan Botero    | mannen           | 5e           | 1:35.44 |
| Weg                |                  |              | |
| Rigoberto Urán     | tijdrit (m)      | DNS          | niet gestart |
| Esteban Chaves     | wegwedstrijd (m) | 21e          | 6:13.39 |
| Sergio Henao       | wegwedstrijd (m) | DNF          | niet gefinisht |
| Miguel Ángel López | wegwedstrijd (m) | DNF          | niet gefinisht |
| Jarlinson Pantano  | wegwedstrijd (m) | DNF          | niet gefinisht |
| Rigoberto Urán     | wegwedstrijd (m) | DNF          | niet gefinisht |
|                    |                  |              | |
| Ana Sanabria       | wegwedstrijd (v) | 40e          | 4:01.29 |

### Worstelen
| Olympiër           | Discipline  | Resultaat   | Prestatie                                                                                |
| Vrije stijl        | Vrije stijl | Vrije stijl | Vrije stijl                                                                              |
| ------------------ | ----------- | ----------- | ---------------------------------------------------------------------------------------- |
| Carlos Izquierdo   | –74kg (m)   | 18e         | 1ste ronde: vrij 2de ronde: V van AZE Hasanov: 0–10                                      |
|                    |             |             |                                                                                          |
| Carolina Castillo  | –48kg (v)   | 8e          | 1ste ronde: vrij 2de ronde: W van CAM Sotheara: 10–0 kwartfinale: V van BUL Yankova: 2–3 |
| Jackeline Rentería | –58kg (v)   | 8e          | 1ste ronde: vrij 2de ronde: W van PER Sovero: 6–2 kwartfinale: V van AZE Ratkevich: 3–7  |
| Andrea Olaya       | –75kg (v)   | 15e         | 1ste ronde: vrij 2de ronde: V van USA Gray: 0–4                                          |
| Grieks-Romeins     |             |             |                                                                                          |
| Carlos Muñoz       | –75kg (m)   | 20e         | 1ste ronde: V van HUN Bacsi: 0–9                                                         |

### Zeilen
| Olympiër        | Discipline | Resultaat | Prestatie                                           |
| --------------- | ---------- | --------- | --------------------------------------------------- |
| Santiago Grillo | RS:X (m)   | 30e       | 299 punten: (29-24-24-32-DNF-24-28-23-14-29-35-DNF) |

### Zwemmen
| Olympiër        | Discipline           | Resultaat | Prestatie                                                   |
| --------------- | -------------------- | --------- | ----------------------------------------------------------- |
| Omar Pinzón     | 200m rugslag (m)     | 22e       | serie 3: 7de in 1.59,69                                     |
| Jorge Murillo   | 100m schoolslag (m)  | 16e       | serie 3: 1ste in 59,93 (NR) halve finale 1: 8ste in 1.00,81 |
| Jorge Murillo   | 200m schoolslag (m)  | 28e       | serie 2: 4de in 2.12,81                                     |
| Jonathan Gómez  | 200 mvlinderslag (m) | 15e       | serie 4: 5de in 1.56,65 halve finale 2: 8ste in 1.57,47     |
|                 |                      |           |                                                             |
| Isabella Arcila | 50m vrije slag (v)   | 30e       | serie 7: 4de in 25,35                                       |